# Eriovixia excelsa
Eriovixia excelsa (Simon, 1889) è un ragno appartenente alla famiglia Araneidae.

## Etimologia
Il nome della specie deriva dall'aggettivo latino excelsus, -a, -um, cioè superiore, che eccelle, per le dimensioni

## Caratteristiche
L'olotipo femminile rinvenuto ha dimensioni: cefalotorace lungo 3,00mm, largo 2,70mm; opistosoma lungo 6.00mm, largo 6,00mm.

## Distribuzione
La specie è stata rinvenuta in India, Pakistan, Cina, Taiwan, Filippine, e Indonesia: la località filippina è nei pressi di Los Baños, nella provincia di Laguna.

## Tassonomia
Al 2014 non sono note sottospecie e dal 2010 non sono stati esaminati nuovi esemplari.